# Старина (Минский район)
Старина (бел. Старына́) — деревня в Минском районе Минской области Беларуси. В составе Колодищанского сельсовета.

## География
Соединена дорогами с агрогородком Колодищи, деревнями Юхновка и Глебковичи. За южной околицей деревни расположен большой пруд.

## История
В 1800, 1815 гг. — собственность князя Радзивилла, 28 дворов, 177 жителей. В 1858 году — собственность князя Витгенштейна.
В 1897 году Старина — деревня Острошицко-Городецкой волости Минского уезда Минской губернии Российской империи, 27 дворов, 224 жителя, есть кузница, смолошкипинарный завод.
В 1917 году в деревне 44 двора, 322 жителя; на заводе двор, 10 жителей; в урочище Старино 9 дворов, 68 жителей. 
В 1941 году в деревне 63 двора, 346 жителей.
На 1 января 1997 года 111 хозяйств, 325 жителей. Есть начальная школа, библиотека, клуб.

## Население

### Численность
- 2025 год — 613 жителей

### Динамика
- 1999 год — 363 жителей (перепись населения)
- 2009 год — 392 жителей (перепись населения)[2]
- 2019 год — 541 жителей (постоянно проживают), 605 жителей (перепись населения), 209 хозяйств
- 2020 год — 550 жителей, 209 хозяйств
- 2021 год — 576 жителей, 222 дворов
- 2023 год — 592 жителей, 235 хозяйств
- 2024 год — 609 жителей, 243 хозяйств
- 2025 год — 613 жителей, 245 хозяйств

## Улицы
- Зелёная
- Луговая
- Полевая и др.

## Инфраструктура
Детский сад, клуб, библиотека, торговые объекты.

## Достопримечательность
Недалеко расположен заказник Юхновский.